# Still Feels Good
| Оценки критиков      | Оценки критиков |
| Источник             | Оценка          |
| -------------------- | --------------- |
| Allmusic             | [ 1 ]           |
| Billboard            | favorable       |
| Entertainment Weekly | C               |
| People               | [ 4 ]           |
| Rolling Stone        | [ 5 ]           |
| The 9513             | [ 6 ]           |

«Still Feels Good» — пятый студийный альбом американской кантри-группы Rascal Flatts, выпущенный 25 сентября 2007 года на лейбле Lyric Street Records. Продюсером диска стал Данн Хафф. Диск сразу возглавил основной американский хит-парад Billboard 200 (в 3-й раз подряд в карьере вслед за Me and My Gang и Feels Like Today) и кантри-чарт США (в 4-й раз в карьере группы). В итоге альбом получил 2-кр. платиновый статус RIAA.

## История
Альбом вышел 25 сентября 2007 года на лейбле Lyric Street Records. В первую же неделю релиза диск занял первое место в хит-параде США Billboard 200 (где стал их пятым диском в top 10 и 3-м чарттоппером подряд) и № 1 в кантри-чарте Top Country Albums (в 4-й раз) с тиражом в 547 000 копий в США. Первый сингл Take Me There был написан в соавторстве с Кенни Чесни, вышел 17 августа 2007 года и занял первое место в кантри-чарте песен в середине года. Следующие два сингла, Winner at a Losing Game (22 октября 2007) и Every Day (3 марта 2008), обоа заняли вторые места в кантри-чарте, а последний пятый стал № 1 («Here»). Среди японских бонусных треков песня Revolution группы The Beatles, не вошедшая в саундтрек к фильму «Эван всемогущий» (2007), но прозвучавшая в нём.
К маю 2009 года суммарный тираж в США составил 2 192 000 копий и диск получил 2-кр платиновый статус RIAA.
Альбом получил в целом смешанные, как умеренные, так и отрицательные отзывы музыкальных критиков и интернет-изданий, например от таких как People, Rolling Stone, Allmusic, The 9513, Entertainment Weekly, Billboard.

## Список композиций
| №                   | Название                                        | Автор(ы)                                   | Длительность |
| ------------------- | ----------------------------------------------- | ------------------------------------------ | ------------ |
| 1.                  | «Take Me There»                                 | Кенни Чесни, Wendell Mobley, Neil Thrasher | 4:26         |
| 2.                  | «Here»                                          | Steve Robson, Jeffrey Steele               | 3:55         |
| 3.                  | «Bob That Head»                                 | Michael Dulaney, Гэри ЛеВокс, Thrasher     | 4:02         |
| 4.                  | «Help Me Remember»                              | Ed Hill, Luke Laird, Hillary Lindsey       | 4:12         |
| 5.                  | «Still Feels Good»                              | ЛеВокс, Thrasher, Mobley                   | 3:55         |
| 6.                  | «Winner at a Losing Game»                       | ЛеВокс, Джей ДеМаркус, Джо Дон Руни        | 4:48         |
| 7.                  | «No Reins»                                      | ДеМаркус, Thrasher, Mobley                 | 3:21         |
| 8.                  | «Every Day»                                     | Alissa Moreno, Steele                      | 4:15         |
| 9.                  | «Secret Smile»                                  | Don Mescall, Robson                        | 3:49         |
| 10.                 | «Better Now»                                    | Gregory Becker, Darrell Brown, busbee      | 3:08         |
| 11.                 | «She Goes All the Way» (при участии Jamie Foxx) | ДеМаркус, ЛеВокс, Руни, Monty Powell       | 4:00         |
| 12.                 | «How Strong Are You Now»                        | Mobley, Thrasher, Tony Martin              | 3:51         |
| 13.                 | «It's Not Supposed to Go Like That»             | Bobby Pinson, Jimmy Yeary                  | 6:31         |
| Общая длительность: | Общая длительность:                             | Общая длительность:                        | 54:13        |

| №   | Название                         | Автор(ы)                               | Длительность |
| --- | -------------------------------- | -------------------------------------- | ------------ |
| 14. | «The Way»                        | ДеМаркус, ЛеВокс, Руни, Cledus T. Judd | 3:24         |
| 15. | «Revolution (песня The Beatles)» | Джон Леннон, Пол Маккартни             | 3:30         |

| №  | Название                | Автор(ы)                               | Длительность |
| -- | ----------------------- | -------------------------------------- | ------------ |
| 1. | «I Was Born To»         | ДеМаркус, ЛеВокс, Руни, Powell         | 3:39         |
| 2. | «The Way»               | ДеМаркус, ЛеВокс, Руни, Cledus T. Judd | 3:24         |
| 3. | «Lonesome Road»         | ДеМаркус, ЛеВокс, Руни                 | 3:08         |
| 4. | «I Can Almost»          | Roger Riley                            | 4:37         |
| 5. | «My Wish» (the hot mix) | Robson, Steele                         | 3:58         |

| №  | Название                               | Длительность |
| -- | -------------------------------------- | ------------ |
| 1. | «1 Hour Interview with Cledus T. Judd» | 60:00        |

## Участники записи

### Rascal Flatts
- Джей ДеМаркус — бэк-вокал, бас-гитара
- Гэри ЛеВокс — основной вокал
- Джо Дон Руни — бэк-вокал, гитара

### Другие музыканты
- Bruce Bouton — гитара
- en:Tom Bukovac — ритм-гитара
- Eric Darken — перкуссия
- en:Dan Dugmore — гитара
- Paul Franklin — гитара
- Tony Harrell — клавишные
- Dann Huff — ритм-гитара, акустическая гитара, 12-струнная гитара, мандолина, банджо, бузуки
- Charlie Judge — фортепиано, клавишные, перкуссия, орган, синтезаторы, ударные
- en:Chris McHugh — ударные
- Gordon Mote — фортепиано, клавишные
- Jonathan Yudkin — скрипка, мандолина, банджо

## Чарты

### Альбом
| Чарт (2007)             | Высшая позиция |
| ----------------------- | -------------- |
| Canadian Albums Chart   | 3              |
| Japan (Oricon)          | 117            |
| UK Albums Chart         | 64             |
| U.S. Billboard 200      | 1              |
| U.S. Top Country Albums | 1              |

### Синглы
| Год                                    | Сингл                     | Высшая позиция | Высшая позиция | Высшая позиция | Высшая позиция |
| Год                                    | Сингл                     | US Country     | US             | US Pop         | CAN            |
| -------------------------------------- | ------------------------- | -------------- | -------------- | -------------- | -------------- |
| 2007                                   | «Take Me There»           | 1              | 19             | 33             | 49             |
| 2007                                   | «Winner at a Losing Game» | 2              | 52             | —              | 57             |
| 2008                                   | «Every Day»               | 2              | 45             | 85             | 65             |
| 2008                                   | «Bob That Head»           | 15             | 102            | —              | —              |
| 2008                                   | «Here»                    | 1              | 50             | —              | 80             |
| «—» прочерк означает неучастие в чарте |                           |                |                |                |                |

### Итоговые годовые чарты
По итогам года альбом занял сороковое место в Списке лучших альбомов США 2007 года (Billboard) и 8-е место среди лучших кантри-альбомов 2007 года (при том, что их же предыдущий альбом Me and My Gang занял 2-е место). Песня Take Me There по итогам года заняла 5-е место среди лучших кантри-песен 2007 года.